# Sankt Michaelskatedralen, Tjerkasy
Sankt Michaelskatedralen (ukrainska: Свято-Архангело-Михайлівський кафедральний собор) är en ukrainsk-ortodox katedral belägen i staden Tjerkasy i Tjerkasy oblast i centrala Ukraina. 
Katedralen är helgad åt ärkeängeln Mikael och tillhör Tjerkasy stift i den ukrainsk-ortodoxa kyrkan (Moskvapatriarkatet). 

## Historia
Genom ett beslut av den heliga synoden 9 augusti 1992 återupplivades Tjerkasy stift, vilket innebar att frågan om byggandet av en katedral blev aktuell då staden Tjerkasy inte hade en lämplig kyrka.  
Katedralen blev bygget nära en tidigare kyrkogård vid den tidigare Sankt Nikolaus kyrka, som förstördes på 1930-talet och blev därefter avrättning- och begravningsplats för "nationens fiender". Senare byggdes en nöjespark på platsen. 
Byggandet av katedralen påbörjades 1994 och varade i sex år, till 2000, efter ytterligare två års arbete med insidan av katedralen invigdes byggnaden den 9 augusti 2002, alltså exakt på 10-årsdagen for återupplivades Tjerkasy stift. 

## Katedralen

### Exteriör
Katedralen är byggd i bysantinsk stil. Den är 58 meter lång, 53 meter bred och 74 meter hög, vilket gör den till den högsta östortodoxa kyrkan i Ukraina. Den har en kapacitet på 12 000 stående besökare. Nära katedralen byggs nu[när?] det högsta klocktornet i Ukraina, som när det blir klart blir 130 meter högt.

### Interiör
Inne i katedralen finns ett relikskrin med reliker av martyren Sankt Macarius Kanevsky, som 1678 blev dödad av tatarer i Kaniv.